# Gilberto (football, 1989)
Pour les articles homonymes, voir Gilberto.
Gilberto Oliveira Souza Júnior dit Gilberto est un footballeur brésilien né le 5 juin 1989 à Piranhas en Alagoas. Il évolue au poste d'attaquant.

## Biographie
Le 13 décembre 2013, le Toronto FC achète les droits sur Gilberto pour 3 millions de $ CAD et lui fait signer un contrat de joueur désigné.